# ماریو اسکلبا
ماریو اسکلبا (انگلیسی: Mario Scelba؛ زادهٔ ۵ سپتامبر ۱۹۰۱ – درگذشتهٔ ۲۹ اکتبر ۱۹۹۱) یک سیاست‌مدار اهل ایتالیا بود. وی از فوریه ۱۹۵۴ تا ژوئیه ۱۹۵۵ نخست‌وزیر این کشور بود.
ماریو اسکلبا در ۲۹ اکتبر ۱۹۹۱، در سن ۹۰ سالگی در خانه‌اش در رم درگذشت.